# Vabres (Gard)
Vabres és un municipi francès, situat al departament del Gard i a la regió d'Occitània.